# كنيسة العظام

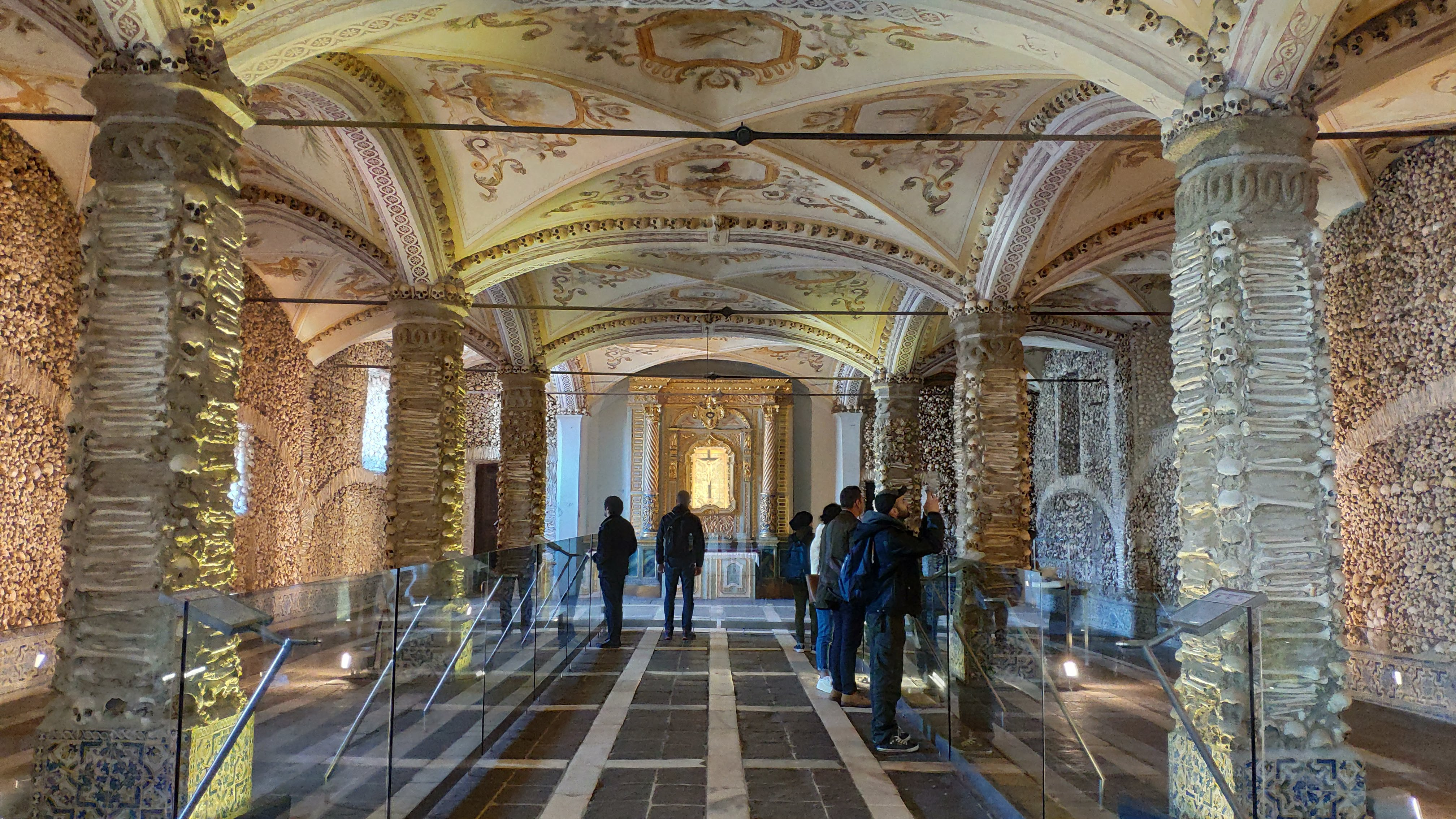
داخل الكنيسة

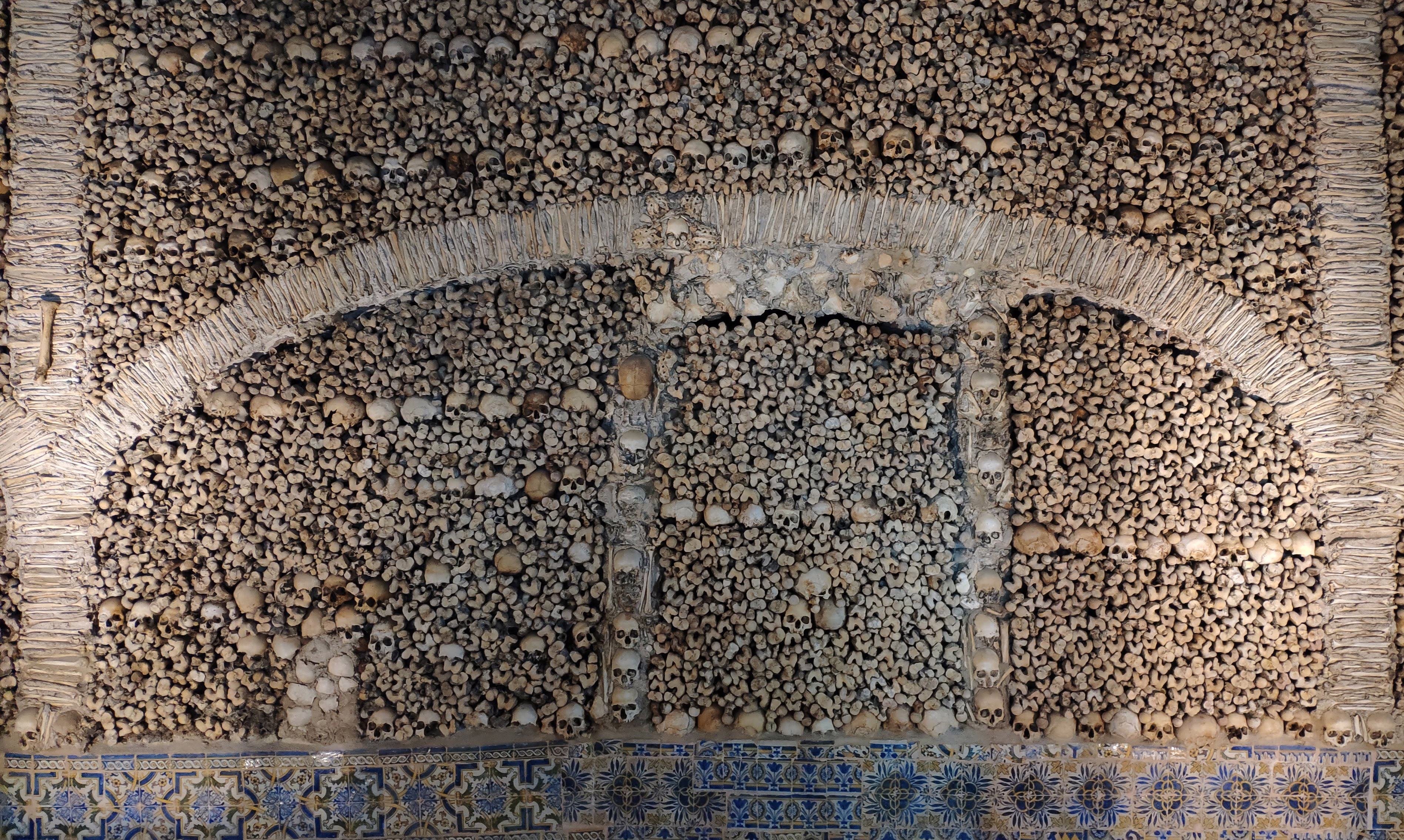
جدار مصلى

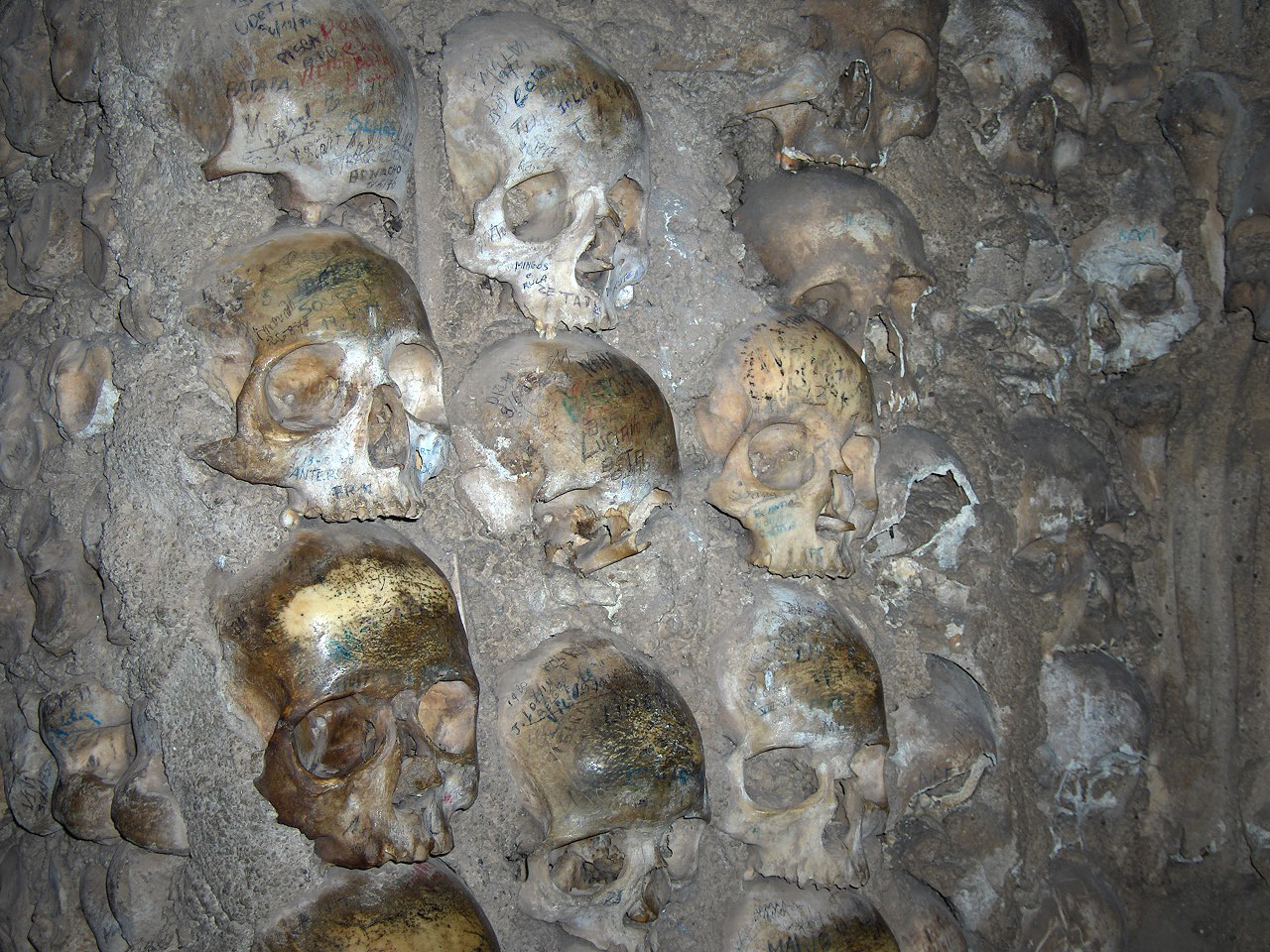
الصورة عن قرب مع الجماجم

كنيسة العظام (بالإنجليزية: Chapel of Bones)‏ هي واحدة من أبرز المعالم الأثرية المعروفة في إيفورا، البرتغال. إنها كنيسة صغيرة داخلية تقع بجوار مدخل كنيسة القديس فرنسيس. تحصل الكنيسة على اسمها لأن الجدران الداخلية مغطاة ومزينة بجماجم وعظام بشرية.

## الأصل
بُنيت كنيسة العظام في القرن من قبل فرنسيسكان الراهب الذي، في الإصلاح المضاد روح ذلك العصر، أراد حث زملائه الإخوة إلى التأمل ونقل رسالة من الحياة كونها عابرة، وهو موضوع روحاني شائع جدا لُخِّص في شعار تذكار الموت. ويظهر ذلك بوضوح في التحذير الشهير عند المدخل: Nós ossos que aqui estamos pelos vossos esperamos. («نحن العظام هنا، لأننا في انتظارك»، أو، بشكل شعري أكثر، «نحن العظام في هذه الحال ترانا الأنظار، لكم جالسين بانتظار»).

## وصف
تتكون الكنيسة من ثلاثة أمتار بطول 18.7 متر وعرض 11 مترًا. يدخل الضوء خلال ثلاث فتحات صغيرة على اليسار. جدرانه وثمانية أعمدة مزينة بعظام وجماجم مرتبة بعناية ومثبتة بالمُلاط. السقف مصنوع من الآجر المطلي باللون الأبيض ومرسوم بزخارف الموت. حُسبت عدد الهياكل العظمية من الرهبان حوالي 5,000، قادمة من المقابر التي كانت موجودة داخل عشرات الكنائس. بعض هذه الجماجم خُربشت بالرسومات. اثنان من الجثث المجففة، أحدهما طفل، في علب زجاجية. وعلى سطح الكنيسة، تكتب عبارة«Melior est die mortis die nativitatis (يوم الميعاد أفضل من يوم الميلاد)» (سفر الجامعة، 7، 1) من النسخه اللاتينية للإنجيل. 

## قصيدة

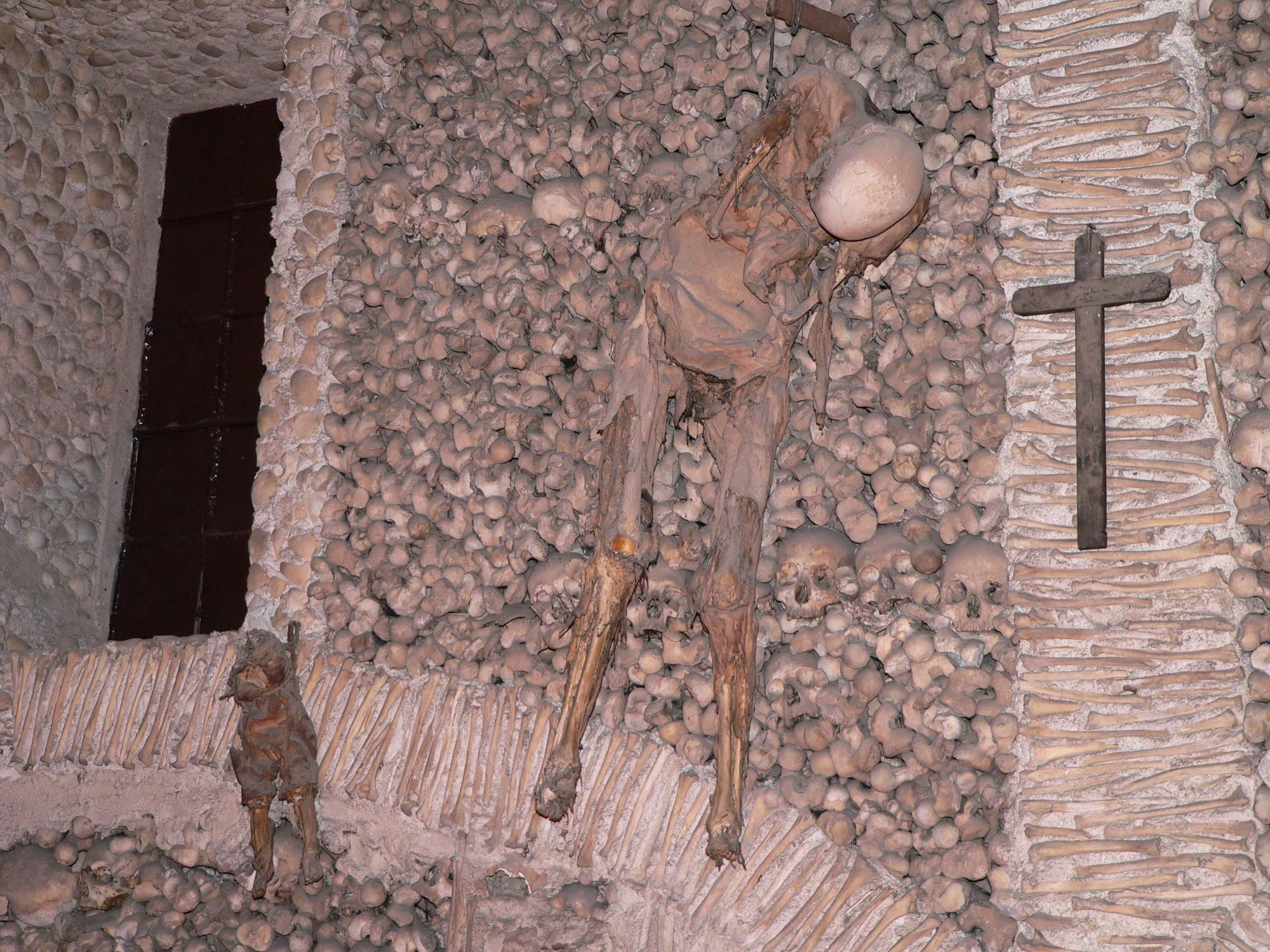
صورة لعظمتين معلقتين من الحبال.

داخل كنيسة العظام هناك قصيدة عن الحاجة إلى التفكير في وجود المرء معلقة في إطار خشبي قديم على أحد الأعمدة. وتُعزى إلى الأب. أنطونيو دا أسينساو تيليس، كاهن الرعية بقرية ساو بيدرو (حيث بُنبت كنيسة القديس فرانسس مع كنيسة العظام) في الفترة من 1845 إلى 1848.

## معرض صور

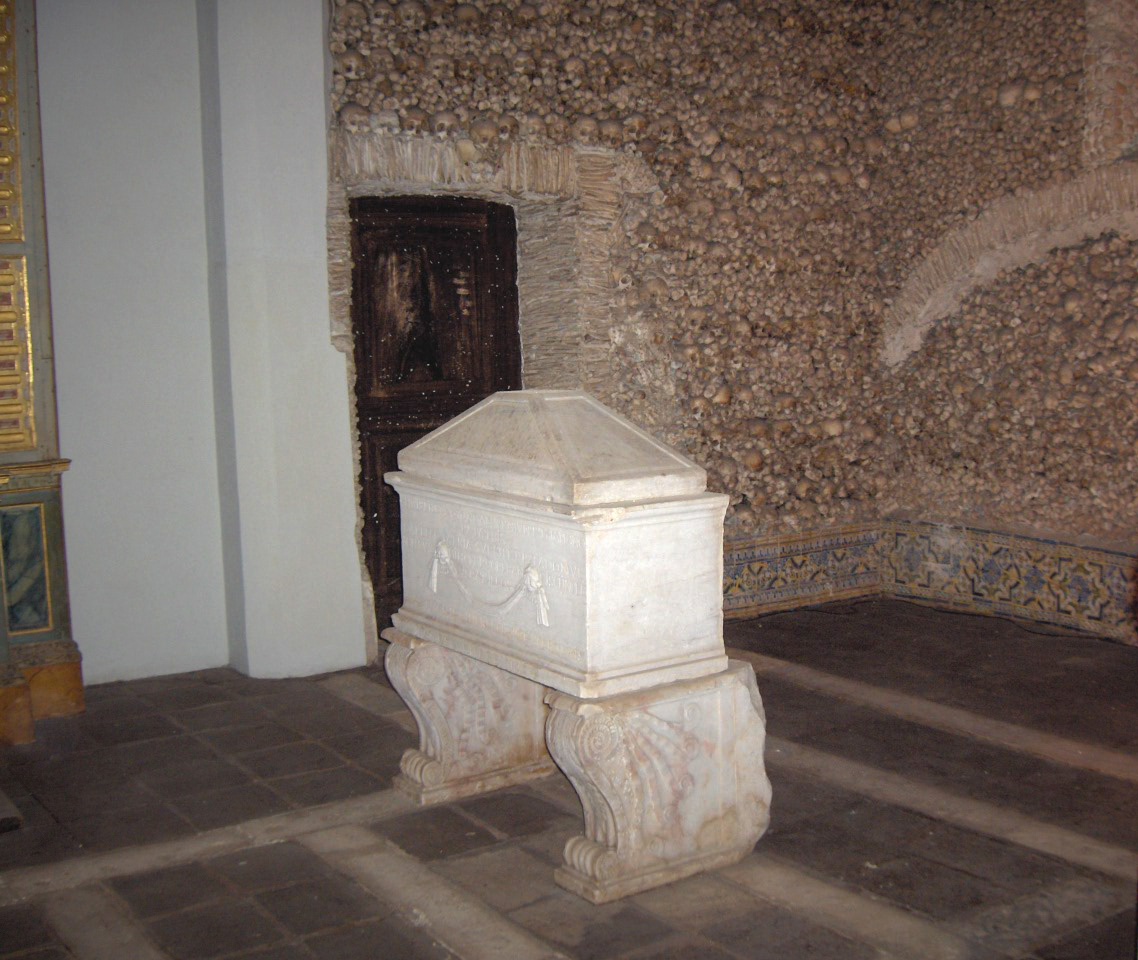
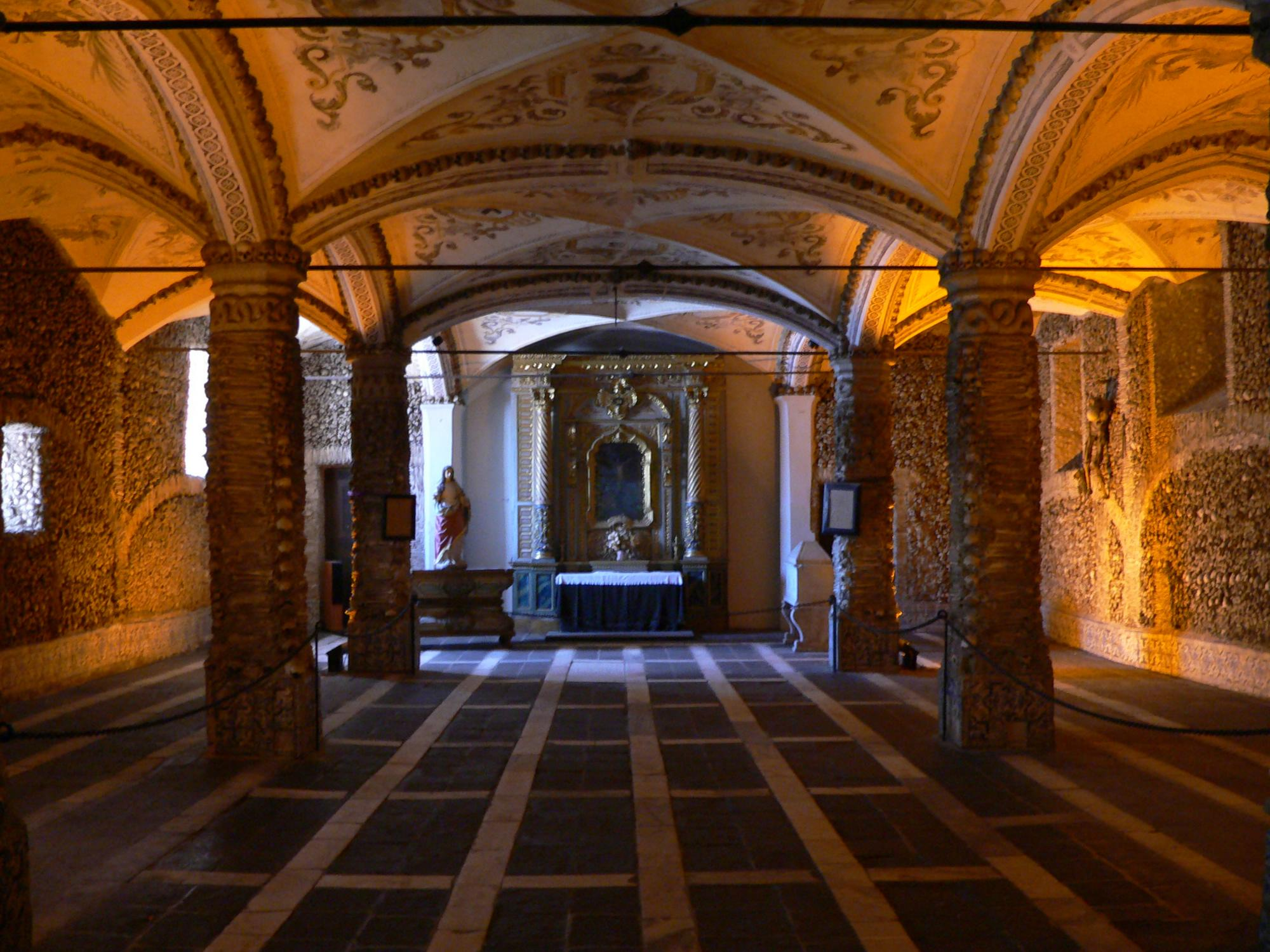
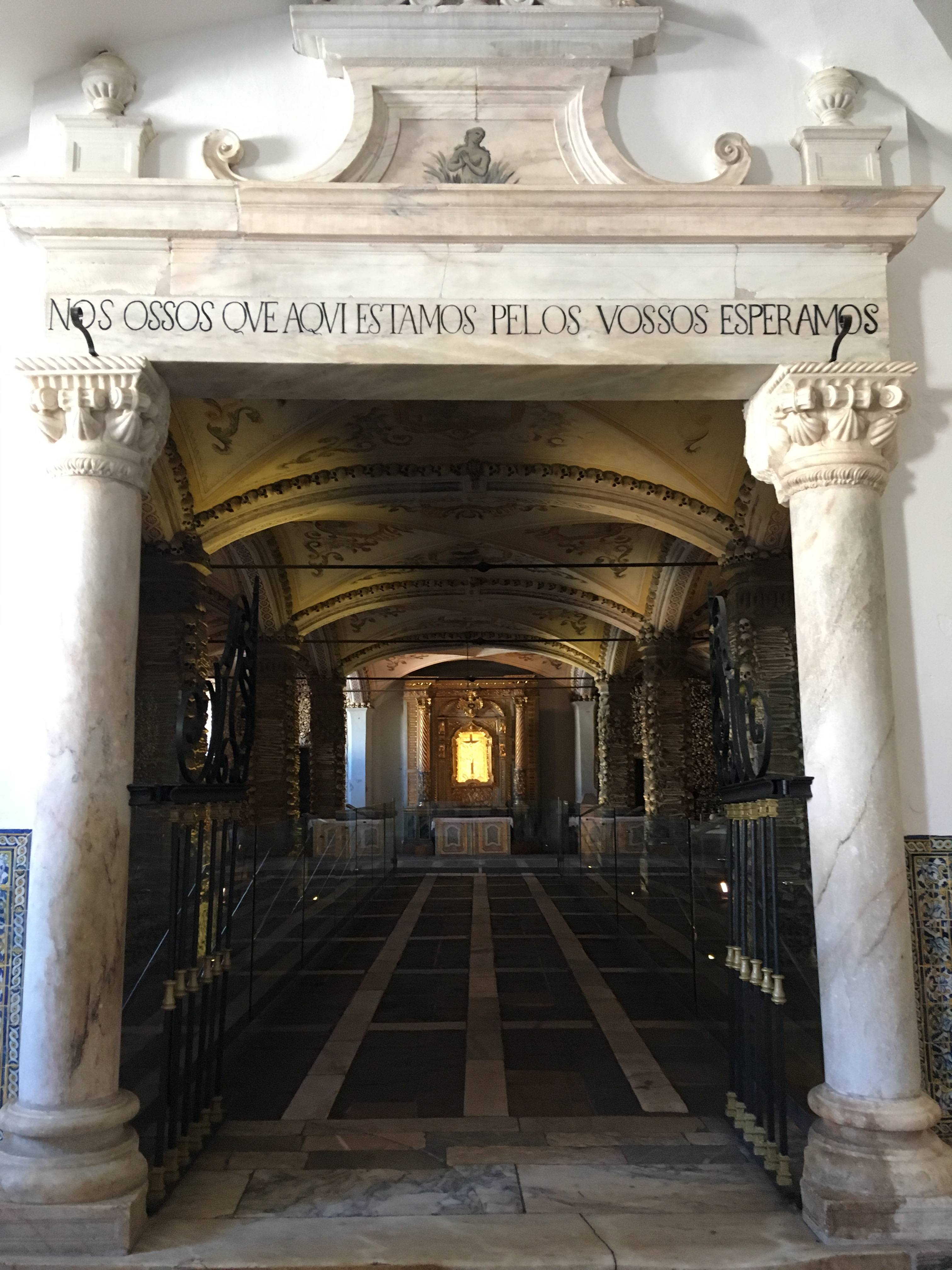
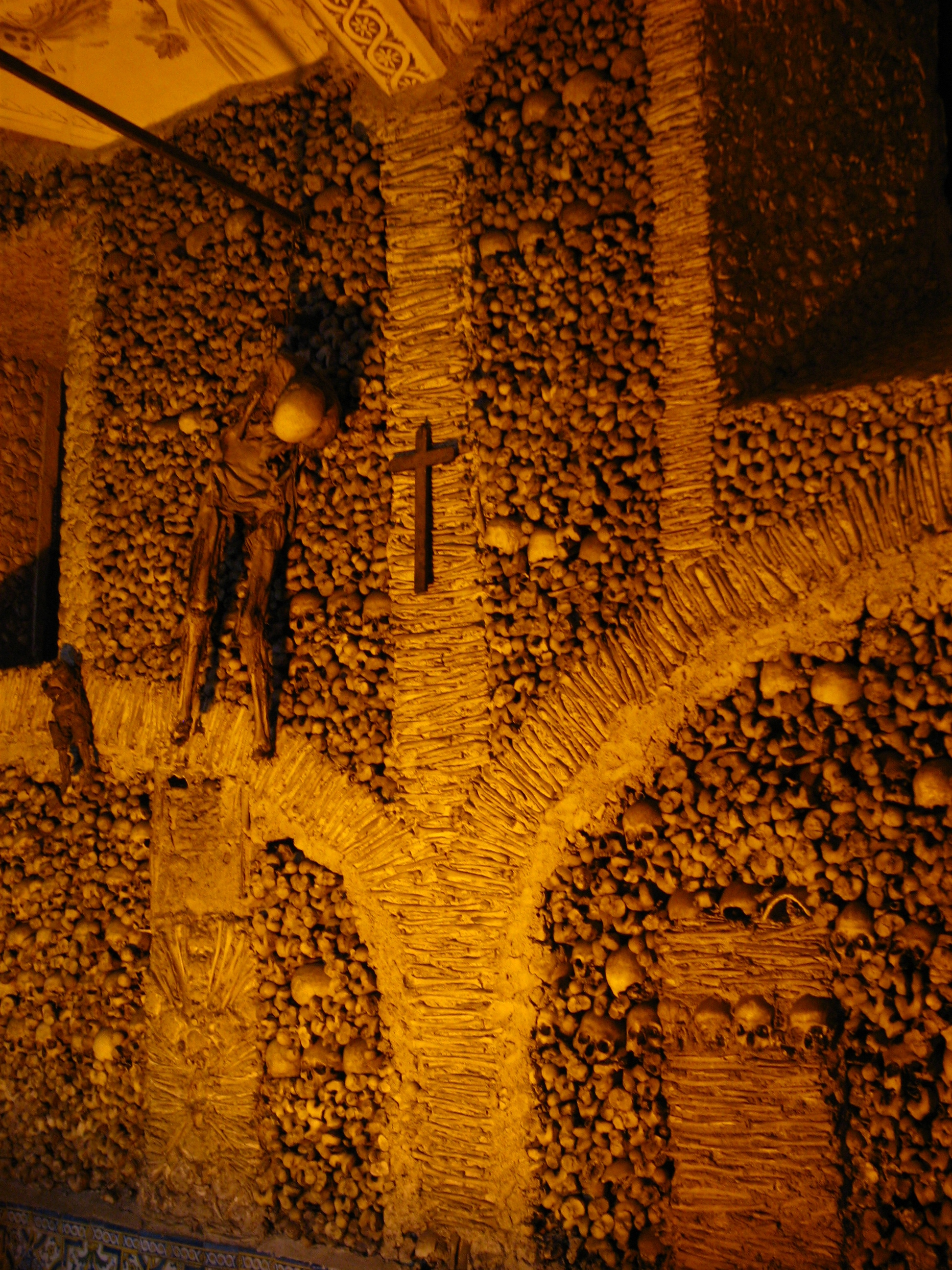